# سیارک ۳۴۲۹
سیارک ۳۴۲۹ (به انگلیسی: 3429 Chuvaev، نامگذاری:1974SU1) سه هزار و چهارصد و بیست و نهمین سیارک کشف شده‌است که در ۱۹ سپتامبر ۱۹۷۴ کشف شد.
قدر مطلق سیارک برابر ۱۳٫۸۰ است.